# Elecciones federales de Alemania Occidental de 1949
Las elecciones federales de Alemania Occidental de 1949 tuvieron lugar el domingo 14 de agosto del mencionado año con el objetivo de elegir a las nuevas autoridades de la recién instaurada República Federal de Alemania. Serían las primeras elecciones libres en territorio alemán desde marzo de 1933 y también los primeros desde la partición de Alemania tras la derrota en la Segunda Guerra Mundial. Debido a la creación de la República Democrática Alemana en la zona de ocupación soviética, solo se realizaron en la zona occidental del país (en los sectores ocupados por Francia, el Reino Unido, y los Estados Unidos). A su vez, aunque formalmente no era parte de Alemania Occidental, la región occidental de la ciudad de Berlín, que no formaba tampoco parte de Alemania Oriental, tendría representación parlamentaria tras los comicios, aunque estos no fuesen elegidos en forma directa sino hasta 1952 y 1953.
Se debían elegir 402 escaños para la primera legislatura del Bundestag (Dieta Federal), la primera legislatura electa tras el Reichstag (Parlamento Imperial). 242 serían elegidos mediante escrutinio mayoritario uninominal, mientras que los 160 restantes serían elegidos mediante representación proporcional por listas partidarias. Fue la única ocasión en la que se utilizó este método, pues a partir de las siguientes elecciones, los electores podrían emitir dos votos (los llamados Erststimme y Zweitstimme), uno para la lista partidaria y otro para candidatos directos, respectivamente.
La coalición centroderechista entre la Unión Demócrata Cristiana de Alemania (CDU) y la Unión Social Cristiana de Baviera (CSU), conocida como La Unión o CDU/CSU, encabezada por Konrad Adenauer, obtuvo una muy estrecha victoria con el 31.01% y logró una reducida primera minoría de escaños con 139 bancas. El Partido Socialdemócrata de Alemania (SPD), presidido por Kurt Schumacher, obtuvo el segundo lugar con el 29.22% y 131 escaños. El Partido Democrático Libre (FDP), de Franz Blücher, obtuvo el 11.92% y 52 escaños. El Partido Comunista de Alemania (KDP), casi completamente diezmado por las pérdidas sufridas durante la instauración del régimen nazi y la muerte de varios de sus líderes exiliados en la Unión Soviética durante la Gran Purga estalinista, logró tan solo un 5.74% de las adhesiones y 15 escaños. Las minorías de la jornada constituyeron principalmente fuerzas menores de centro y derecha, como el Partido Alemán (DP), el Partido de Baviera (BP), ambos con 17 escaños; o la Unión de la Reconstrucción Económica (WAV), el Partido Derechista Alemán (DKP), con 12 y 10 escaños respectivamente. El Partido de Centro (Zentrum) de la preguerra, refundado en Alemania Occidental, vio colapsado su antiguo apoyo popular y obtuvo solo el 3.07% de los votos y 10 escaños. La participación se ubicó en un 78.49% del electorado registrado.
Un mes después de las elecciones, Adenauer consiguió el apoyo del FDP y del DP, logrando una mayoría absoluta de 208 escaños (51.75%), y formando un gobierno de coalición que lo invistió como Canciller Federal de Alemania el 15 de septiembre de 1949.

## Antecedentes
Después de la derrota de la Alemania Nazi en la Segunda Guerra Mundial, el territorio alemán fue militarmente ocupado por los Aliados (Estados Unidos, Reino Unido, Unión Soviética y Francia) y dividido en cuatro zonas de ocupación. La ciudad de Berlín fue dividida también en cuatro zonas de ocupación, sin integrarse en la zona de ocupación soviética (que la rodeaba). Sin embargo, el pronto inicio de la Guerra Fría provocó la instauración de un régimen comunista en la zona oriental, sin integrar a Berlín Oeste, y motivó la creación de un estado democrático en el sector occidental del país. El 23 de mayo de 1949, se adoptó la Ley Básica de la República Federal de Alemania, convocándose comicios bajo la misma para agosto. A pesar del llamado a elecciones, la Ley Básica no definía el sistema electoral que se emplearía, sino únicamente que el período parlamentario duraría cuatro años.

## Partidos políticos

### Unión Demócrata Cristiana

Logo de la CDU.

Inmediatamente después del colapso de la dictadura nazi, la necesidad de un nuevo orden político en Alemania fue considerada primordial. Se iniciaron reuniones simultáneas pero no relacionadas en toda Alemania, cada una con la intención de planificar la formación de un "partido demócrata y cristiano" que unificara al conservadurismo democrático de Alemania. La "Union Christlich-Demokratische" (Unión Demócrata Cristiana) se estableció en Berlín el 26 de junio de 1945, y en Renania y Westfalia en septiembre del mismo año. Los miembros fundadores de la CDU consistieron principalmente en exmiembros del todavía existente pero en descomposición Partido de Centro (Zentrum), y los difuntos Partido Democrático Alemán (DDP), Partido Nacional del Pueblo Alemán (DNVP) y Partido Popular Alemán (DVP). El partido no estableció una seccional en el estado de Baviera, donde la Unión Social Cristiana ocuparía el espacio dominante, creándose su alianza estratégica.
Muchos de estos líderes partidarios, incluyendo al fundador de CDU-Berlín, Andreas Hermes, y el exalcalde de Colonia, Konrad Adenauer, fueron encarcelados por su participación en la resistencia alemana durante la dictadura. Una de las lecciones aprendidas del fracaso de la República de Weimar fue que la desunión entre los partidos democráticos de centroderecha finalmente permitió el surgimiento del Partido Nazi. Por lo tanto, era crucial crear un partido unificado de Demócratas Cristianos: una "Unión" Demócrata Cristiana. El resultado de estas reuniones fue el establecimiento de un partido interconfesional (católico y protestante por igual) influido en gran medida por la tradición política del conservadurismo liberal. La CDU experimentó un éxito considerable al obtener rápidamente apoyos desde su fundación.
En un principio, no estaba claro cuál de los partidos se verían favorecidos por los vencedores de la Segunda Guerra Mundial, pero a finales de la década de 1940, los gobiernos de Estados Unidos y del Reino Unido comenzaron a inclinarse hacia la CDU y alejarse del Partido Socialdemócrata. Este último era más nacionalista y buscó la reunificación alemana, incluso a expensas de las concesiones a la Unión Soviética, representando a Adenauer como un instrumento tanto de los estadounidenses como del Vaticano. Las potencias occidentales apreciaron la moderación de la CDU, su flexibilidad económica y su valor como una fuerza de oposición a los comunistas, que apeló a los votantes europeos en ese momento. Además, los británicos confiaban en Adenauer.

### Partido Socialdemócrata

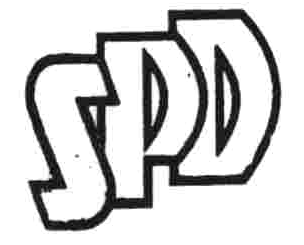
Logo del SPD.

Entre los cuatro partidos políticos que fueron primeramente establecidos durante la ocupación militar, el Partido Socialdemócrata (SPD), una de las principales fuerzas políticas del país durante la República de Weimar, ilegalizado en el verano de 1933 por el régimen nazi, comenzó un largo proceso de restructuración, que inició con la creación de un comité central el 15 de junio de 1945, poco más de un mes después de la derrota del Eje. fue oficialmente restablecido y reconocido legalmente en las cuatro zonas de ocupación a principios de 1946. Sin embargo, y a pesar de que parecía verse beneficiado en apoyo popular tras la caída del nazismo, el partido se vio profundamente afectado por las acciones soviéticas para forzar la creación de un régimen comunista en su zona de ocupación.
El 21 de abril de 1946, la seccional del SPD en la zona soviética se unificó con la seccional del Partido Comunista de Alemania (KPD) para fundar el Partido Socialista Unificado de Alemania (SED). La Unión Soviética trató de hacer ver la creación del SED como un esfuerzo voluntario entre las fuerzas socialistas para unificarse. Sin embargo, existe numerosa evidencia que prueba que la fusión fue forzosa o mucho más conflictiva de lo declarado. La mayoría de los elementos socialdemócratas orientales que se opusieron a la fusión fueron rápidamente purgados, generando que el SED no fuera más que un KPD renombrado. En Berlín, aunque una parte continuaba ocupada por la Unión Soviética, el SPD se mantuvo al margen de la fusión y, en consecuencia, obtuvo la victoria por sobre el SED en las elecciones locales de ese año.
Mientras que una victoria de la socialdemocracia hubiera sido muy verosímil nada más caído el régimen nazi, para 1949 las cosas habían dado un vuelco favorable para la centroderecha. La partición de Alemania afectó notoriamente las posibilidades del SPD debido a que muchos de sus bastiones tradicionales durante la década de 1920 habían quedado en la zona de ocupación soviética, mientras que las regiones de electorado más conservador (como Baviera y Renania) se encontraban del lado occidental. Además, la partición del país en dos y la creación de un estado prosoviético en la zona este motivó a una fuerte reacción antisocialista y, por lo tanto, a un repunte del conservadurismo dentro de la opinión pública alemana. Los propios socialdemócratas fueron extremadamente críticos con el régimen de Alemania del Este, incluido Schumacher, que una vez etiquetó a los comunistas como "fascistas pintados de rojo".

### Partido Democrático Libre
El Partido Democrático Libre (FDP) fue establecido tardíamente el 11 de diciembre de 1948, menos de un año antes de las elecciones, por los sectores más liberales y seculares del Partido Popular Alemán y el Partido Democrático Alemán, que rechazaron formar parte de la CDU. A pesar de su tendencia secular, el partido tenía una ideología ligeramente conservadora, con fuerte énfasis en el liberalismo económico, y se mostró dispuesto a cooperar con Adenauer durante todo el período previo al proceso electoral. Se le consideró desde el comienzo un partido liberal clásico y rápidamente se perfiló como tercera fuerza entre los socialdemócratas y los demócratacristianos.

### Unión Social Cristiana de Baviera
La CSU tenía sus antecedentes en el Partido Popular de Baviera (BVP) que había dominado el estado desde 1919 hasta su disolución por las autoridades nazis en 1933. En el verano de 1945, en Baviera comenzaron a reunirse grupos similares a los que establecieron la CDU, con el objetivo de crear un partido que remediara los errores del BVP y del Zentrum, considerados dominados por los católicos. De este modo, la Unión Social Cristiana se fundó solo en Baviera el 8 de enero de 1946, mientras que mantuvo un acuerdo electoral de apoyar a la CDU a nivel federal siempre y cuando esta última no presentara candidatos en el estado o la CSU en el resto de Alemania. Desde entonces hasta la actualidad, la CDU y la CSU actuarían generalmente como una sola unidad, denominada Partidos de la Unión (CDU/CSU o Unionsparteien).

## Campaña

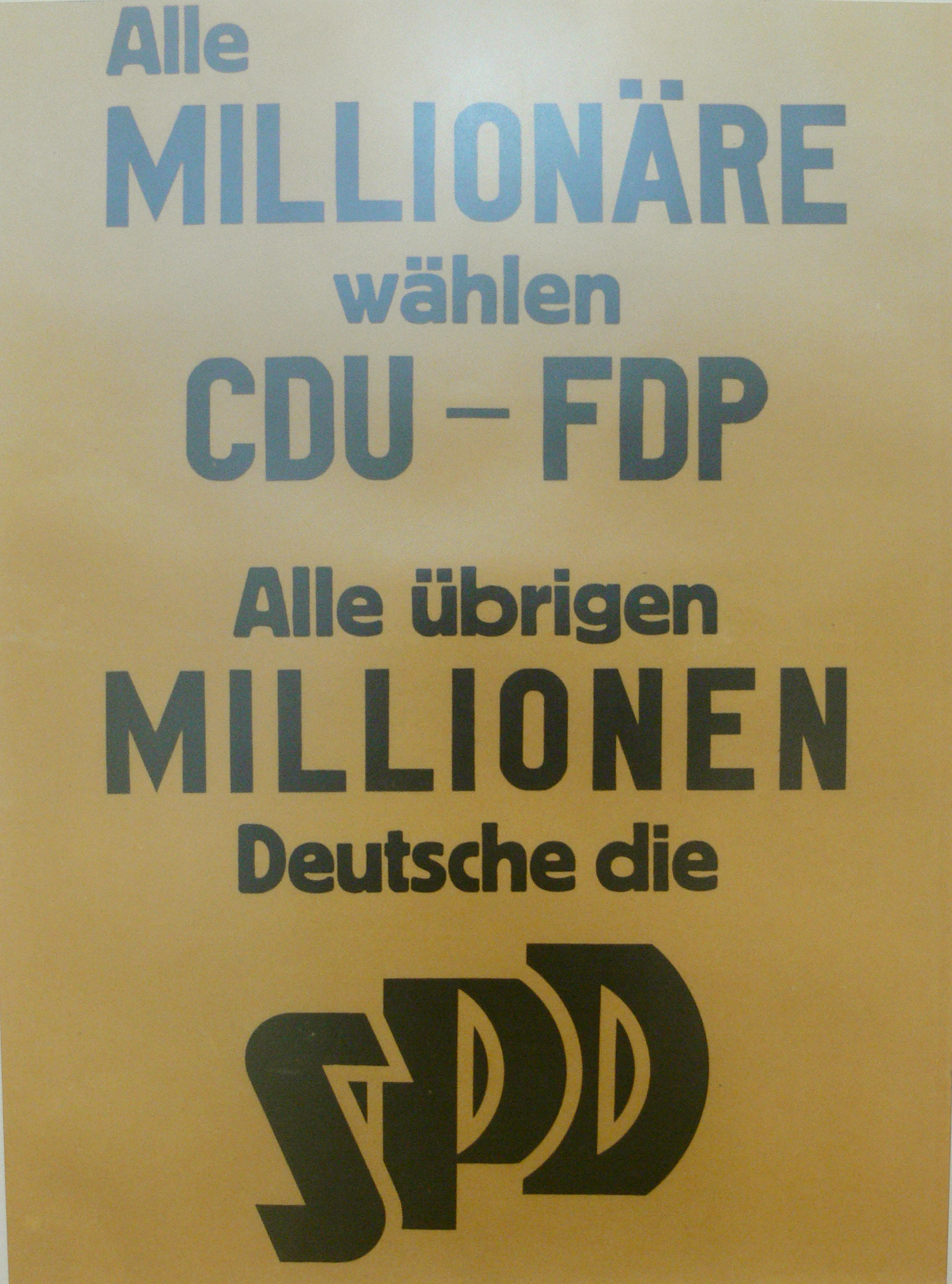
En alemán: Todos los millonarios elegirán CDU-FDP. El resto de los millones de alemanes, SPD.

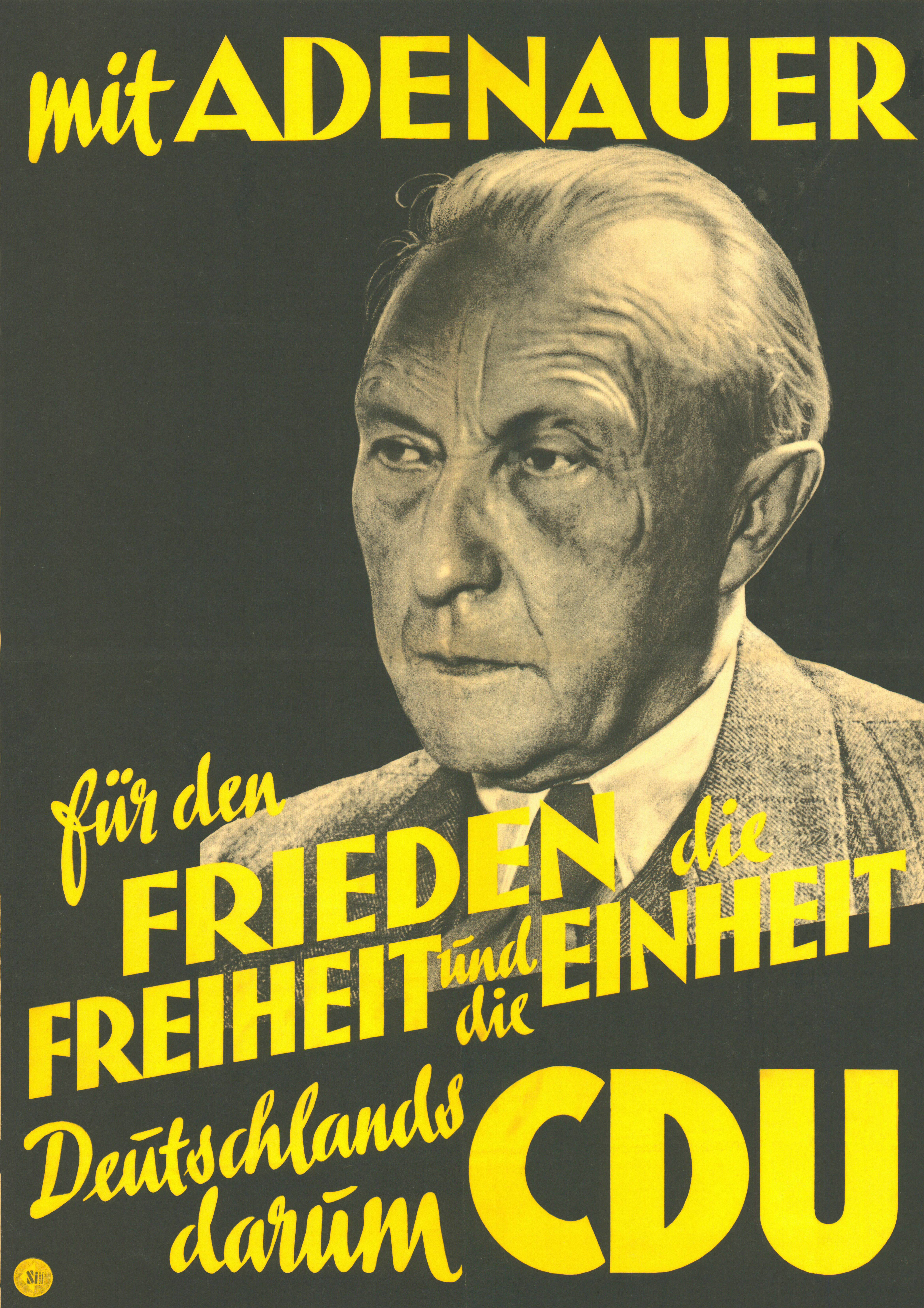
En alemán: Con Adenauer por la paz, la libertad, y la unidad de Alemania. Vote CDU.

La mayoría de los partidos políticos establecidos en Alemania Occidental para el llamado a elecciones estaban de acuerdo con preservar la democracia como forma de gobierno, pero no estaban de acuerdo con el tipo de democracia en la que se convertiría la Alemania Occidental. El líder demócratacristiano, Konrad Adenauer, de 73 años de edad, exalcalde de Colonia y presidente del partido en la zona británica desde marzo de 1946, creía en la democracia cristiana moderada, no confesional y humanista, en una economía social de mercado y en la integración progresiva con Occidente. En 1948 se había convertido en presidente del Parlamentarischer Rat (Consejo Parlamentario), cargo que lo convirtió en un estadista ante la opinión pública.
Dado que la CDU no existía legalmente como partido federal en el momento de las elecciones (recién obtendría personería a nivel nacional en mayo de 1950, con Adenauer como primer presidente) se presentó a los comicios como un "grupo de trabajo" de las asociaciones estatales ya existentes, todas las cuales se definieron legalmente como partidos independientes. La CSU contaba con personería a nivel estatal en Baviera, único estado en donde presentó candidatos.
Por su parte, el líder socialdemócrata, Kurt Schumacher, hizo campaña en favor de una Alemania unida, democrática y socialista. Schumacher rechazaba tajantemente la fusión forzada de la seccional del Partido Socialdemócrata en la zona de ocupación soviética con el Partido Comunista para fundar el Partido Socialista Unificado de Alemania (partido único de la República Democrática Alemana), y también había iniciado la transición de su partido de un grupo de defensa de la clase trabajadora durante la República de Weimar a un partido de centroizquierda con distintas características patrióticas. Acusó a Adenauer de traicionar intereses nacionales en función de su relación con las fuerzas ocupantes, y definió al candidato de demócratacristiano como "El Canciller de los Aliados".
En su campaña, el SPD intentó distinguir fuertemente en la conciencia pública entre su visión del "socialismo democrático" y las realidades en Alemania del Este, pero el partido sin embargo se encontró parcialmente condenado por asociación. La amputación de una pierna a Schumacher en septiembre de 1948 había afectado además notoriamente la noción que se tenía de él: aunque para el momento de los comicios aún gozaba de una imagen pública sumamente favorable, el electorado tenía una postura dubitativa con respecto a si un hombre cada vez menos saludable podría liderar el país en la posguerra.

## Resultados
El día de las elecciones, y para gran desilusión de los socialdemócratas, la alianza CDU/CSU los superó en voto popular con un 31.01% contra 29.22%. La exitosa campaña de Adenauer llevó a que los partidos de centroderecha obtuvieran la mayoría en la nueva legislatura. Para ingresar al Bundestag, un partido tenía que superar un umbral del 5% al menos en uno de los estados o ganar al menos un distrito electoral; diez partidos tuvieron éxito. El protectorado francés del Sarre no participó en la elección.
|  | 25.19 % |

|  | 5.82 % |

|  | 31.01 % |

|  | 29.22 % |

|  | 11.92 % |

|  | 5.74 % |

|  | 4.16 % |

|  | 3.96 % |

|  | 3.07 % |

|  | 2.87 % |

|  | 1.81 % |

|  | 0.91 % |

|  | 0.32 % |

|  | 0.11 % |

|  | 0.09 % |

|  | 4.81 % |

|  | 96.88 % |

|  | 3.12 % |

|  | 100.00 % |

|  | 78.49 % |

## Consecuencias
Schumacher había rechazado explícitamente durante la campaña la posibilidad de una gran coalición entre socialdemócratas y demócratacristianos, y mantuvo a su partido en la oposición, donde permanecería hasta diciembre de 1966. El presidente de la facción parlamentaria del SPD se convertiría de este modo en líder de la minoría. El 12 de septiembre de 1949 se realizó la elección indirecta del Presidente Federal, en la que Schumacher resultó nuevamente derrotado por Theodor Heuss, del Partido Democrático Libre y apoyado por la CDU/CSU, en la segunda votación. Schumacher murió el 20 de agosto de 1952, enfermo desde hacía varios años como consecuencia de su larga estadía en campos de concentración durante el período nazi.
Adenauer había favorecido la formación de una coalición de centroderecha más pequeña desde el principio. Nominado por la facción CDU/CSU, fue elegido primer canciller de la República Federal de Alemania el 15 de septiembre de 1949 por una mayoría absoluta de 202 de 402 votos. Adenauer se había asegurado de que los votos de los diputados predominantemente socialdemócratas de Berlín Occidental no contaran y luego declaró que "naturalmente" había votado por sí mismo. Formó un gabinete compuesto por miembros de la CDU, la CSU, el FDP y el DP, el 20 de septiembre, y ocuparía el cargo de Canciller Federal hasta 1963.